# Randevú a vámpírral
A Randevú a vámpírral 2000. október 31-én bemutatott Disney-film.

## Cselekmény
Adam és Chelsea el akarnak menni programjaikra. Az anyjukat interneten keresztül randiztatják, hogy meglóghassanak. Kifognak egy Dimitri álnevű vámpírt. A kisöccsük, Taylor érzi a veszélyt, de sem testvérei, sem anyja, Lynette nem veszik komolyan. Malachit, a vámpírirtót kéri fel segítségre. Az anya és a vámpír elmennek randevúra, de Dimitri hipnotizálja az áldozatot. Elviszi kastélyába, hogy kiszívja vérét. A gyerekek és Malachi követik őket, be a kastélyba. Megmentik az anyát, a vámpírt pedig örökre eltüntetik a föld felszínéről.

## Szereplők
- Matt O'Leary (Adam Hansen): Egy 13 éves fiú, nagyon meggondolatlan.
- Laura Vandervoort (Chelsea Hansen): Egy 16 éves tinilány, nehéz féken tartani.
- Myles Jeffrey (Taylor Hansen): Egy 8 éves kisfiú, mindig meggondoltan cselekszik
- Caroline Rhea (Lynette Hansen): A gyerekek anyja, majdnem kiszívja vérét a vámpír...
- Charles Shaughnessy (Dimitri Denatos): A gonosz vámpír.
- Robert Carradine (Malachi Van Helsing): A vámpírirtó. Sokat segít a gyerekeknek.